# Rigaud Benoit
Pour les articles homonymes, voir Benoit.
Rigaud Benoit est un peintre haïtien né le 1er novembre 1911 à Port-au-Prince et mort le 29 octobre 1986. 

## Biographie
Rigaud Benoit découvre la peinture au Centre d’art de Port-au-Prince, fondé en 1944 par l’Américain Dewitt Peters. Il fait partie, avec Castera Bazile, Philomé Obin, Préfète Duffaut, Toussaint Auguste et Wilson Bigaud, du groupe de peintres qui décorent la cathédrale de la Sainte-Trinité de l’Église épiscopale à Port-au-Prince en 1950 : il peint la Nativité (au-dessus de l’autel). La cathédrale de la Sainte-Trinité a été détruite lors du séisme du 12 janvier 2010.
Rigaud Benoit a épousé la fille de son ami Hector Hyppolite.

## Hommage
Depuis 2009, un cratère de la planète Mercure est nommé Benoit en son honneur.